# Walenty Kwaśniewski
Walenty Kwaśniewski (Kwaśniowski) herbu Nałęcz (ur. 1752, zm. 9 grudnia 1813) – polski oficer, kawalerzysta, generał brygady Księstwa Warszawskiego. Syn Felicjana Kwaśniewskiego, starosty nowosielskiego i Antoniny z Sudrawskich.

## Życiorys

### Służba w I Rzeczypospolitej
Walenty Kwaśniewski karierę wojskową rozpoczął w 1770 roku w 4 Wielkopolskiej Brygadzie Kawalerii Narodowej. W 1772 kupił patent oficerski. Od 1789 dowodził chorągwią w brygadzie Kawalerii Narodowej.
Podczas wojny w obronie Konstytucji 3 maja dostał się do rosyjskiej niewoli. Po wyjściu z niej złożył dymisję, odmawiając przyjęcia od targowiczan stopnia pułkownika. Po wybuchu insurekcji kościuszkowskiej natychmiast przystąpił do powstania. 20 kwietnia 1794 z rąk Tadeusza Kościuszki otrzymał awans na pułkownika z zadaniem formowania oddziału wolontariuszy. Miał również ze swoim oddziałem śledzić ruchy wojsk rosyjsko-pruskich i nie dopuścić, aby przeprawiły się przez Narew. 10 lipca 1794 pod Kolnem stoczył bitwę z siłami generała Günthera. Pokazał wówczas swoje niezwykłe umiejętności kawaleryjskie i odwagę. Później wycofał się na południe i walczył z armią rosyjską na Lubelszczyźnie. Pod koniec powstania brał udział w obronie Warszawy. Udało mu się przeżyć rzeź Pragi. Po upadku insurekcji kościuszkowskiej przedostał się do Francji, skąd niedługo później wyemigrował do Włoch.

### Kampanie napoleońskie
Do służby wrócił dopiero w 1807 roku. Dowodził 4. pułkiem strzelców konnych. Brał udział w walkach na Pomorzu. W 1809 zwalczał z powodzeniem pruską partyzantkę majora Ferdinanda Schilla. Za zasługi w 1810 został awansowany na generała brygady i komendanta wojskowego Poznania. W 1812 roku przystąpił do Konfederacji Generalnej Królestwa Polskiego. W czasie wyprawy Napoleona I na Moskwę zajmował się formowaniem oddziałów pospolitego ruszenia w Małopolsce. Uczestniczył w osłanianiu przeprawy na Bugu. Od 1813 brał udział w działaniach wojsk napoleońskich w Saksonii, dowodząc 176. brygadą kawalerii dywizji gen. Sokolnickiego. W bitwie pod Lipskiem 18 października 1813 dokonał brawurowego rozbicia pułku huzarów węgierskich. Po śmierci księcia Józefa Poniatowskiego wraz z gen. Krukowieckim postanowił opowiedzieć się przeciwko dalszym planom wojennym gen. Sokolnickiego.
W 1792 odznaczony srebrnym medalem Orderu Virtuti Militari, a w 1813 krzyżem kawalerskim Orderu Legii Honorowej.
Był członkiem czynnym loży wolnomularskiej Français et Polonais Réunis.
Zmarł w wyniku wyczerpania i ran w grudniu 1813 roku.